# António Galvão
Pour les articles homonymes, voir Antonio Galvão.
António Galvão ou Galvano, né vers 1490 et mort en 1557 à Lisbonne, est un colonisateur portugais, gouverneur des îles Moluques (aujourd'hui en Indonésie) de 1527 à 1540. 
Il est surtout connu pour un ouvrage consacré aux voyages d'exploration des Portugais et des Espagnols dans la première moitié du XVIe siècle. 

## Biographie

### Origines familiales et formation
Issu d'une famille portugaise de haute noblesse, il est le fils du secrétaire royal et diplomate Duarte Galvão (1440-1517), gentilhomme de la Maison du Roi et commandeur de l'ordre de Santiago, et le neveu de João Galvão (1426-1485), évêque de Coimbra.

### Gouverneur des Moluques
Antonio est nommé au poste de capitão das Molucas en 1527 par le roi Jean III (1502-1557) ; il en est le septième titulaire. 
Le début de son gouvernement est marqué par une révolte dans l'île de Tidore, qu'il réussit à mater. Il purge aussi les mers voisines des pirates. 
Il fonde un séminaire à Ternate grâce à l'héritage reçu à la mort de son père.
De 1536 à 1540, il est aussi commandant du fort Saint-Jean-Baptiste à Ternate. 
En 1537 a lieu l'épisode de l'arrivée du navire espagnol Santiago sur le littoral de la Nouvelle-Guinée. Parti de Lima pour explorer l'océan Pacifique, le Santiago est tombé aux mains des marins mutinés qui ont assassiné leur capitaine, Hernando de Grijalva, navigateur au service d'Hernán Cortés, capitaine général de la Nouvelle-Espagne. Entré en contact avec les rescapés, Galvão est la principale source d'informations sur ce voyage tragique.

### Retour au Portugal (1540) et disgrâce
En 1540, il transfère le commandement du fort à dom Jorge de Castro, puis rentre au Portugal où il se rend compte qu'il est tombé en disgrâce. 
Il vit ses dernières années dans la pauvreté, à l'écart de la cour, et est recueilli à l'hôpital royal de Tous les saints à Lisbonne où il réside jusqu'à sa mort en 1557.

## Œuvres
À sa mort, il laisse deux manuscrits :
- un Traité des découvertes, récit des principales explorations menées jusqu'en 1550 par les Espagnols et les Portugais. Il est publié à Lisbonne en 1563 par son ami Francisco de Sousa Tavares. Une traduction anglaise est publiée à Londres en 1601 : The Discoveries of the World.
- une Histoire des Moluques, inédit et perdu, mais dont on pense avoir retrouvé une partie en 1928 à Séville

### Ouvrages de Galvao
- Tratado que compôs o nobre & notauel capitão Antonio Galuão, dos diuersos & desuayrados caminhos, por onde nos tempos passados a pimenta & especearia veyo da India às nossas partes, & assi de todos os descobrimentos antigos & modernos, que são feitos até a era de mil & quinhentos & cincoenta, Lisbonne, 1563[2]

- Richard Hakluyt (traducteur en anglais), The discoueries of the world from their first originall vnto the yeere of our Lord 1555. Briefly written in the Portugall tongue by Antonie Galuano, gouernour of Ternate, Londres, 1601.

- História das Molucas, da natureza e descobrimento daquelas terras dividida em 10 livros (?)

### Ouvrages sur Galvao
- « Galvano », dans le Nouveau Dictionnaire Historique, tome V, Lyon, Bruisset Frères, 1789, [